# Ajwika Małanowa
Ajwika Siergiejewna Małanowa, ros. Айвика Сергеевна Маланова (ur. 28 listopada 1992) – rosyjska lekkoatletka specjalizująca się w biegach na 400 i 800 metrów. 
Podczas mistrzostw świata juniorów (2010) była członkinią rosyjskiej sztafety 4 x 400 metrów, która uplasowała się na szóstej lokacie. W 2011 zdobyła brązowy medal mistrzostw Europy juniorów w biegu na 800 metrów.

## Osiągnięcia
| Rok  | Impreza                        | Miejsce | Konkurencja        | Lokata     | Wynik   |
| ---- | ------------------------------ | ------- | ------------------ | ---------- | ------- |
| 2010 | Mistrzostwa świata juniorów    | Moncton | sztafeta 4 x 400 m | 6. miejsce | 3:36,94 |
| 2011 | Mistrzostwa Europy juniorów    | Tallinn | bieg na 800 m      | 3. miejsce | 2:03,59 |
| 2013 | Młodzieżowe mistrzostwa Europy | Tampere | bieg na 800 m      | 4. miejsce | 2:03,28 |
| 2013 | Młodzieżowe mistrzostwa Europy | Tampere | bieg na 1500 m     | 6. miejsce | 4:12,99 |

## Rekordy życiowe
- bieg na 400 metrów (stadion) – 53,60 (19 czerwca 2010, Czeboksary)
- bieg na 400 metrów (hala) – 53,32 (25 stycznia 2013, Moskwa)
- bieg na 800 metrów (stadion) – 1:59,61 (2 czerwca 2013, Jerino)
- bieg na 800 metrów (hala) – 2:01,32 (12 lutego 2013, Moskwa).
- bieg na 1000 metrów (hala) – 2:38,95 (11 stycznia 2013, Moskwa)
- bieg na 1500 metrów (stadion) – 4:12,61 (9 lipca 2014, Jerino)